# Prison de Jinzhong
La prison de Jinzhong est une prison du district de Xian de Ji dans la province du Shanxi en Chine. La prison est ouverte en 1905 et elle accueille plus de 2 000 détenus.